# Gnathia dentata
Gnathia dentata is een pissebed uit de familie Gnathiidae. De wetenschappelijke naam van de soort is voor het eerst geldig gepubliceerd in 1872 door G. O. Sars.